# Rosa Dorothea Ritter
Rosa Dorothea Ritter (Biel, 1759. július 29. – Hanau, 1833. január 13.) IX. Vilmos hesseni tartománygróf szeretője volt 1779 és 1788 között.
Johann Georg Ritter és Maria Magdalena Witz lánya volt.
1783. március 17-én Freifrau von Lindenthal lett.
1788-ban Vilmos száműzte a babenhauseni kastélyba.
Ott ment férjhez a figyelőjéhez 1794. február 13-án.
Szeretőként Charlotte Christine Buissine-t követte. 1788-ban Vilmos azzal vádolta, hogy más szexuális partnere is volt, és Karoline von Schlotheim váltotta fel.

## I. Vilmostól született gyermekei
- Carl von Haynau (1779-1856)
- George Wilhelm von Haynau (1781-1813)
- Philipp Ludway von Haynau (1782-1843)
- Wilhelmine von Haynau (1783-1866)
- Moritz von Haynau (1784-1812)
- Marie Sophie von Haynau (1785-1865)
- Julius Jacob von Haynau (1786-1853)

Ezeket a gyerekeket 1800. március 10-én legitimálták, és Haynau báróivá tették őket.
- Otto (1788-1791)